# Keret (Kanaän)
Keret was in de Kanaänietische mythologie de koning van Sidon die een zoon van  El was, de Oppergod in het Ugaritisch pantheon.
In 1929 werden in Ras Shamra in Syrië op de plaats van Ugarit teksten ontdekt uit de 14e eeuw v.Chr. met mythische verhalen, waaronder dat van Keret. 
De mythe vertelt dat deze koning zeven vrouwen had gehad die allen waren gestorven, door Resjefs toedoen, en dat het hopeloos werd voor de koning om ooit een mannelijke opvolger te krijgen. Dan verscheen de god El zelf aan de koning en gelastte hem zijn leger ten strijde te laten trekken tegen de vijanden van Sidon. Keret werd hierdoor zwaar aangeslagen, barstte in tranen uit en sloot zich geruime tijd op in eenzaamheid. Maar in een droom werd hem voorspeld dat hij toch nog een zoon zou krijgen. Hij wist dat hij dus zou blijven leven en veilig ten strijde kon trekken. Na zijn overwinning nam Keret zich opnieuw een vrouw en hij beloofde de godin Asherat uit dankbaarheid te overladen met goud en zilver. El zegende zijn huwelijk en liet de koning weten dat hij wel acht zonen zou krijgen.

De kinderen kwamen een voor een ter wereld zoals voorzien. Alleen liet Keret na zijn belofte aan de godin na te komen. Toen werd hij zwak en ernstig ziek, en ook de vegetatie in heel zijn rijk begon te verslensen. 

 Daarop werd een vruchtbaarheidsritueel gehouden in het paleis van de god Baäl. Daardoor won Keret opnieuw aan krachten en genas zijn ziekte. En de planten gedijden weer overal in het rijk.